# ディオーニ・ソリアーノ
ディオニス・ソリアーノ（Dionis Soriano , 1982年12月30日 - ）は、ドミニカ共和国出身の元プロ野球選手（投手）。
なお、かつて広島に在籍したアルフォンソ・ソリアーノとは血縁関係はない。

## 来歴
2006年からカープアカデミーに所属。2007年4月より四国アイランドリーグに派遣され、2007年は高知ファイティングドッグス、2008年は長崎セインツ、2009年は前期のみという条件で徳島インディゴソックスでプレーし、0勝7敗ながら防御率3.83という成績を残した。アイランドリーグでの通算成績は87試合に登板して7勝18敗。
2009年7月28日、広島東洋カープと育成選手契約を締結。その後は2軍の先発ローテーションを任され一定の成績を残し、オフに育成選手として再契約した。
2010年5月20日、支配下選手登録。背番号は「125」から「99」に変更された。10月1日、対戦相手の阪神タイガースが負ければ、マジック1の中日ドラゴンズが優勝するという試合で先発登板し、プロ初勝利・初完封を飾った。その後のヒーローインタビューでは、通訳を伴わずに流暢な日本語を披露した。
2011年は、9月30日の対読売ジャイアンツ戦で矢野謙次に満塁本塁打を打たれるなど一軍では振るわず、10月22日に球団から戦力外通告を受けた。
2012年は統一セブンイレブン・ライオンズと契約したが、一度も実戦で登板することなく解雇された。
2013年は高陽ワンダーズに所属。
2014年10月には母国ドミニカ共和国のウィンターリーグでプレー。12月からはベネズエラのウィンターリーグでプレー。
2015年はメキシカンリーグのオアハカ・ウォーリアーズでプレー。11月には第1回WBSCプレミア12にドミニカ共和国代表として出場したが、チームは全敗に終わった。

## プレースタイル
最速150km/hのストレートとスライダー・チェンジアップを軸とした変化球を投げる。

## 詳細情報

### 年度別投手成績
| 年 度     | 球 団     | 登 板 | 先 発 | 完 投 | 完 封 | 無 四 球 | 勝 利 | 敗 戦 | セ 丨 ブ | ホ 丨 ル ド | 勝 率 | 打 者 | 投 球 回 | 被 安 打 | 被 本 塁 打 | 与 四 球 | 敬 遠 | 与 死 球 | 奪 三 振 | 暴 投 | ボ 丨 ク | 失 点 | 自 責 点 | 防 御 率 | W H I P |
| --------- | --------- | ----- | ----- | ----- | ----- | -------- | ----- | ----- | -------- | ----------- | ----- | ----- | -------- | -------- | ----------- | -------- | ----- | -------- | -------- | ----- | -------- | ----- | -------- | -------- | ------- |
| 2010      | 広島      | 10    | 8     | 1     | 1     | 0        | 2     | 3     | 0        | 0           | .400  | 199   | 46.0     | 45       | 8           | 18       | 1     | 1        | 27       | 3     | 0        | 23    | 22       | 4.30     | 1.37    |
| 2011      | 広島      | 8     | 3     | 0     | 0     | 0        | 1     | 1     | 0        | 0           | .500  | 101   | 24.2     | 15       | 3           | 10       | 0     | 0        | 12       | 1     | 1        | 11    | 10       | 3.65     | 1.01    |
| 通算：2年 | 通算：2年 | 18    | 11    | 1     | 1     | 0        | 3     | 4     | 0        | 0           | .429  | 300   | 70.2     | 60       | 11          | 28       | 1     | 1        | 39       | 4     | 1        | 34    | 32       | 4.08     | 1.25    |

### 記録
初記録
- 初登板：2010年5月26日、対千葉ロッテマリーンズ1回戦（MAZDA Zoom-Zoom スタジアム広島）、8回表に3番手として救援登板、1回無失点
- 初奪三振：同上、8回表に早坂圭介から
- 初先発：2010年6月6日、対オリックス・バファローズ3回戦（MAZDA Zoom-Zoom スタジアム広島）、4回2失点で敗戦投手
- 初勝利・初完投・初完封：2010年10月1日、対阪神タイガース22回戦（MAZDA Zoom-Zoom スタジアム広島）、9回無失点

### 独立リーグ（派遣）の成績
以下の数値は四国アイランドリーグplusウェブサイト掲載の各シーズン選手成績による。
| 年 度    | 球 団    | 防 御 率 | 登 板 | 勝 利 | 敗 戦 | セ 丨 ブ | 完 投 | 完 封 | 無 四 球 | 投 球 回 | 打 者 | 被 安 打 | 被 本 塁 打 | 奪 三 振 | 与 四 球 | 与 死 球 | 失 点 | 自 責 点 | 暴 投 | ボ 丨 ク |
| -------- | -------- | -------- | ----- | ----- | ----- | -------- | ----- | ----- | -------- | -------- | ----- | -------- | ----------- | -------- | -------- | -------- | ----- | -------- | ----- | -------- |
| 2007     | 高知     | 3.43     | 38    | 5     | 4     | 2        | 0     | 0     | 0        | 76.0     | 335   | 67       | 5           | 49       | 41       | 1        | 37    | 29       |       |          |
| 2008     | 長崎     | 3.57     | 30    | 2     | 7     | 2        | 2     | 0     | 0        | 93.1     | 408   | 82       | 3           | 66       | 51       | 4        | 49    | 37       |       |          |
| 2009     | 徳島     | 3.83     | 19    | 0     | 7     | 0        | 0     | 0     | 0        | 54.0     | 239   | 51       | 4           | 52       | 29       | 0        | 32    | 23       |       |          |
| 通算:3年 | 通算:3年 | 3.59     | 87    | 7     | 18    | 4        | 2     | 0     | 0        | 223.1    | 982   | 200      | 12          | 167      | 121      | 5        | 118   | 89       |       |          |

### 背番号
- 26  （2006年）
- 99  （2006年 - 2009年途中、2010年途中 - 2012年）
- 124 （2009年7月28日 - 同年終了）
- 125 （2010年 - 2010年途中）
- 76  （2013年 - 2014年）